# Epitranus dorsiplanus
Epitranus dorsiplanus är en stekelart som beskrevs av Boucek 1982. Epitranus dorsiplanus ingår i släktet Epitranus och familjen bredlårsteklar.
Artens utbredningsområde är Papua Nya Guinea. Inga underarter finns listade i Catalogue of Life.